# ميتاميزول
ميتاميزول (Metamizole) دواء له آثار مسكنة وخافضة للحرارة ومضادة للتقلص والالتهاب تشتمل هذه الفئة من الأدوية على مجموعة من المركبات المسكنة للألم الناجم عن التنبيهات المحدثة للألم في المحيط وتدعى أيضاً بمسكنات الألم المحيطية غير المورفينية. وقدم لأول مرة للاستخدام السريري في ألمانيا عام 1922 تحت تسانغ "Novalgin" ولسنوات عديدة كانت متاحة من دون وصفة طبية في معظم البلدان، حتى ظهرت السميات
وهو يسوق تحت أسماء كثيرة.

## كيمياء الميتاميزول

### الاسم العلمي
Methanesulfonic acid, [(2,3-dihydro-1,5-dimethyl-3-oxo-2-phenyl-1H-pyrazol-4-yl)methylamino].

### الصيغة الكيميائية
C13-H17-N3-O4-S

### الوزن الجزيئي
311

### التخزين
يحفظ دون 25 درجة مئوية، في مكان جاف.

## استعمالات الدواء
يتواجد الدواء على شكل اقراص، كبسولات، شراب، قطرات للفم وحقن.
- مضاد التهاب غير ستيروئيدي.
- مسكن ألم، خافض حرارة.

### موانع الاستعمال
1. امراض القلب والاوعية الدموية بما في ذلك ضغط الدم المرتفع، الوذمة واحتباس السوائل.
2. نقص الانزيم G6PD.
3. قرحة هضمية ومشاكل في جهاز الهضم.
4. امراض الكبد أو الكلى.
5. البورفيريا.
6. عدوى.
7. اضطرابات جهاز الدم.

| الادوية      | التفاعل / السبب والإمكانات النظرية للتفاعل                                  |
| ------------ | --------------------------------------------------------------------------- |
| سيكلوسبورين  | إنحفاض المستويات المصلية سيكلوسبورين.                                       |
| كلوربرومازين | المضافات قد تقود انخفاض حرارة الجسم (انخفاض درجة حرارة الجسم) يمكن ان ينتج. |
| ميثوتريكسات  | مخاطر المضافات قد تسبب أمراض الدم أو تسمم (الدم).                           |

## التأثيرات الدوائية وآلية التأثير
بقدرته على تسكين الآلام متوسطة الشدة والناجمة عن التفاعل الالتهابي إزالة آلام الصداع والآلام العضلية والمفصلية يبدي ميتاميزول تأثيراً خافضاً للحرارة المرتفعة عند الإصابة بالحمات Fevers على اختلاف أسبابها دون أن تعالج العامل المسبب وليس لها تأثير خافض للحرارة الطبيعية (فعلى سبيل المثال إذا كانت درجة الحرارة 37 Cْ فإنها لا تنخفض إلى 35 Cْ) .